# Memecylon caudatum
Memecylon caudatum är en tvåhjärtbladig växtart som beskrevs av William Grant Craib. Memecylon caudatum ingår i släktet Memecylon och familjen Melastomataceae.
Artens utbredningsområde är Thailand. Inga underarter finns listade i Catalogue of Life.